# Rátka megállóhely
Rátka megállóhely egy Borsod-Abaúj-Zemplén vármegyei vasúti megállóhely Rátka településen, a MÁV üzemeltetésében. A falu központja közelében helyezkedik el, közúti elérését csak önkormányzati utak biztosítják.

## Vasútvonalak
A megállóhelyet az alábbi vasútvonalak érintik:
- Szerencs–Hidasnémeti-vasútvonal

## Kapcsolódó állomások
A megállóhelyhez az alábbi állomások vannak a legközelebb:
- Mád vasútállomás
- Tállya vasútállomás (Szerencs–Hidasnémeti-vasútvonal)

## Forgalom
| Járat        | Útvonal                                                                    | Gyakoriság |
| ------------ | -------------------------------------------------------------------------- | ---------- |
| személyvonat | Szerencs – Mád – Rátka – Tállya – Golop – Abaújszántói fürdő – Abaújszántó | 2 óránként |